# Waldo megye
Waldo megye az Amerikai Egyesült Államokban, azon belül Maine államban található. Megyeszékhelye és legnagyobb városa Belfast. Lakosainak száma 39 607 fő (2020. április 1.). Waldo megye Penobscot, Hancock, Lincoln, Knox, Kennebec és Somerset megyékkel határos.

## Népesség
A megye népességének változása:
| Lakosok száma | 38 800 | 38 778 | 38 870 | 38 940 | 39 155 | 39 607 |
|               | 2010   | 2011   | 2012   | 2013   | 2015   | 2020   |